# Rejon Batken
Rejon Batken (kirg. Баткен району; ros. Баткенский район) – rejon w Kirgistanie w obwodzie batkeńskim. W 2009 roku liczył 69 591 mieszkańców (z czego 99,6% stanowili Kirgizi, 0,2% – Tadżycy) i obejmował 11 480 gospodarstw domowych. Siedzibą administracyjną rejonu jest Batken.